# Vern-sur-Seiche
Vern-sur-Seiche település Franciaországban, Ille-et-Vilaine megyében. Lakosainak száma 8272 fő (2022. január 1.). Vern-sur-Seiche Chantepie, Bourgbarré, Domloup, Nouvoitou, Noyal-Châtillon-sur-Seiche, Saint-Armel és Saint-Erblon községekkel határos.

## Népesség
A település népessége az elmúlt években az alábbi módon változott:
| Lakosok száma | 1675 | 3116 | 5602 | 7687 | 7957 | 7871 | 7911 | 8169 | 8289 | 8272 |
|               | 1968 | 1982 | 1990 | 2006 | 2013 | 2015 | 2017 | 2019 | 2020 | 2022 |